# Pourouma guianensis
Pourouma guianensis är en nässelväxtart. Pourouma guianensis ingår i släktet Pourouma och familjen nässelväxter.

## Underarter
Arten delas in i följande underarter:
- P. g. guianensis
- P. g. venezuelensis

## Bildgalleri

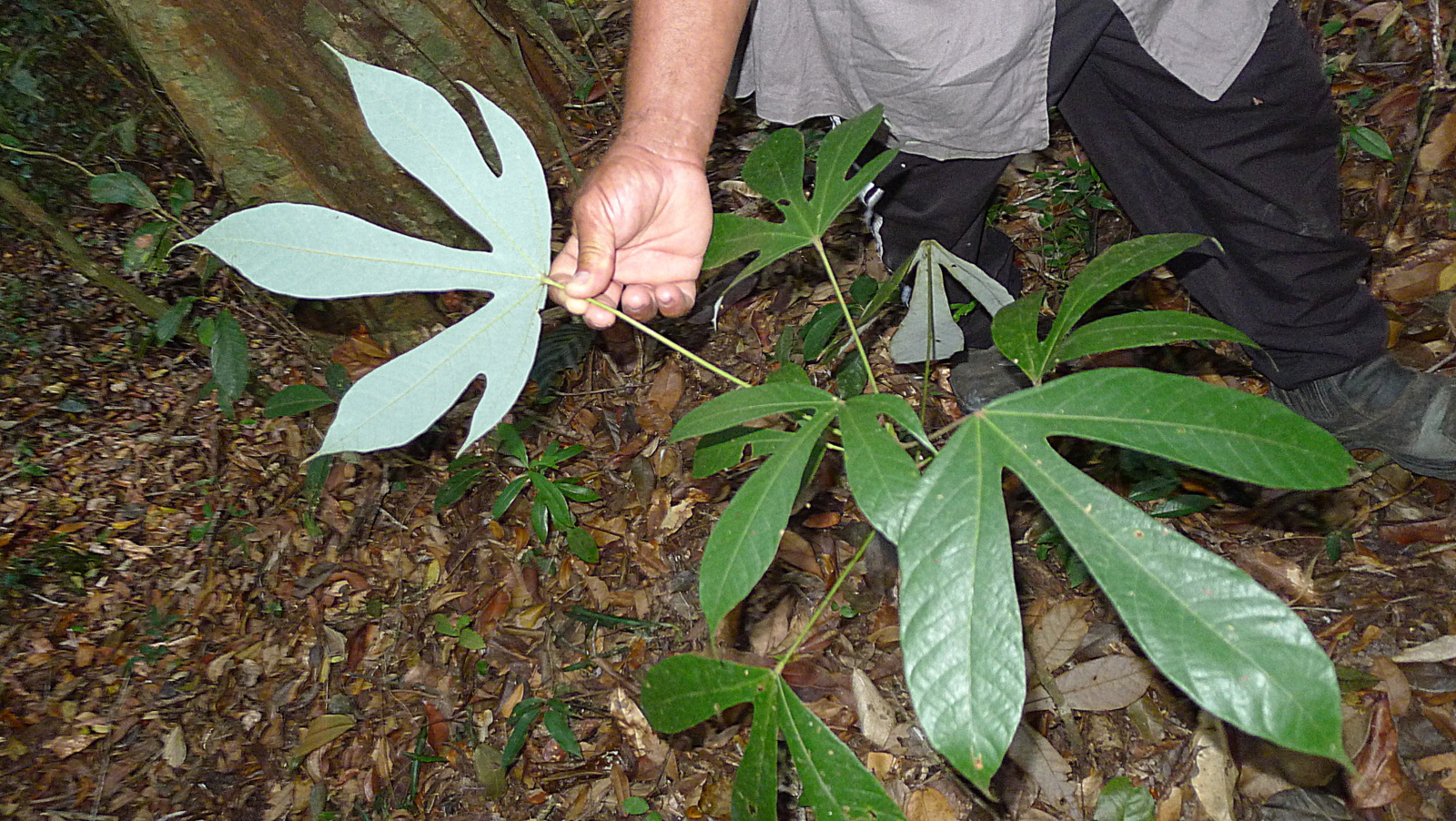
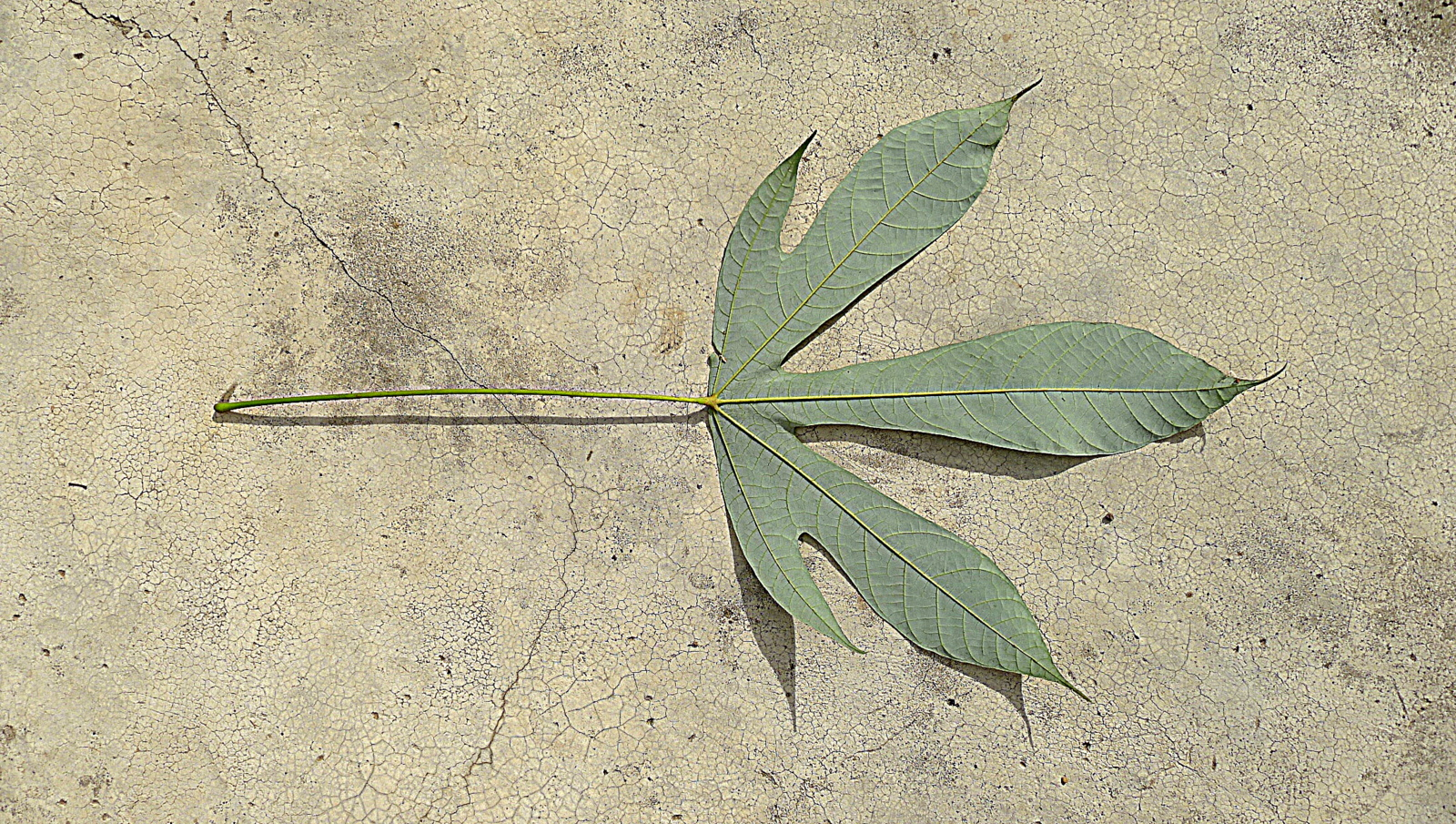
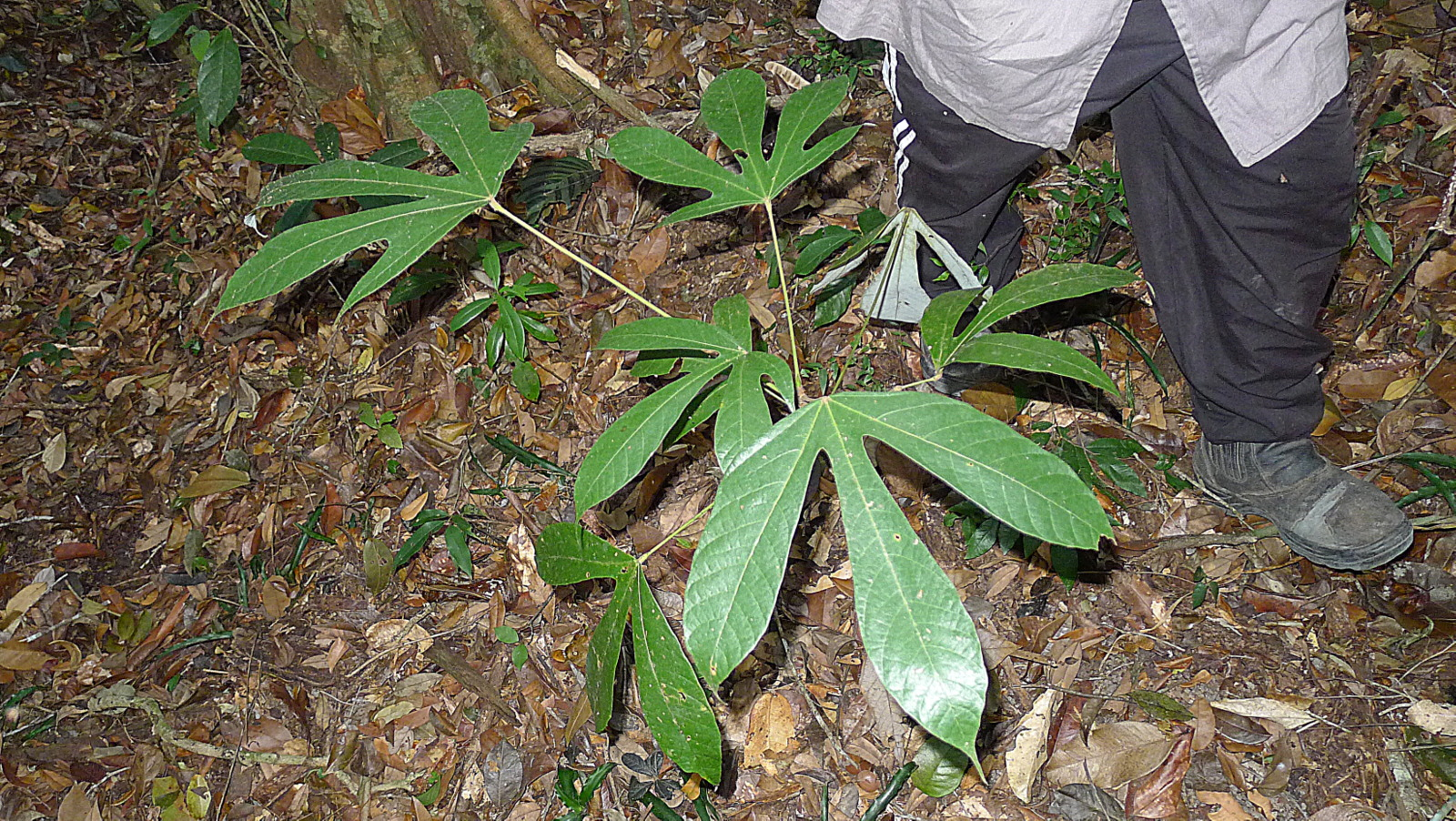
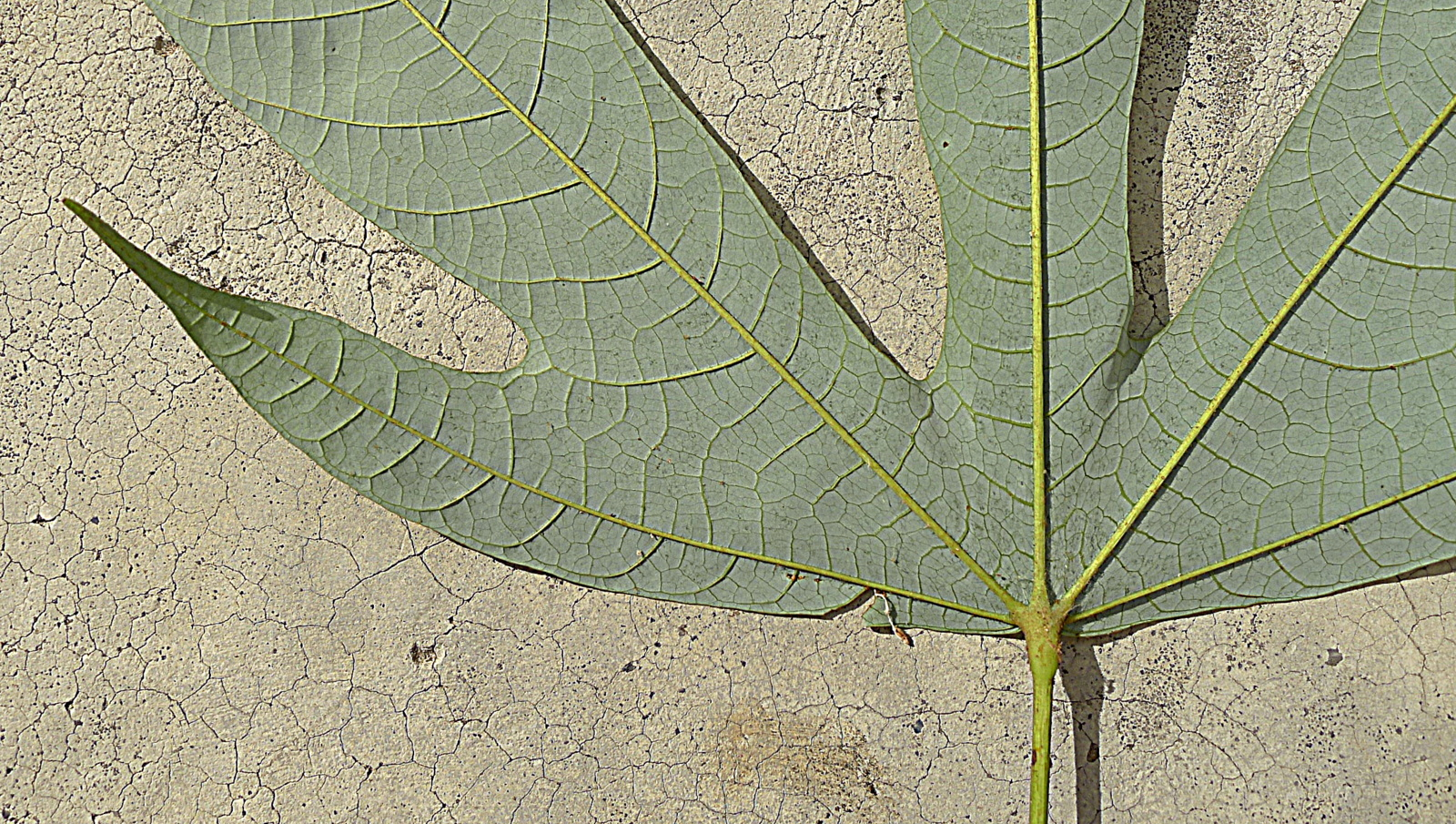
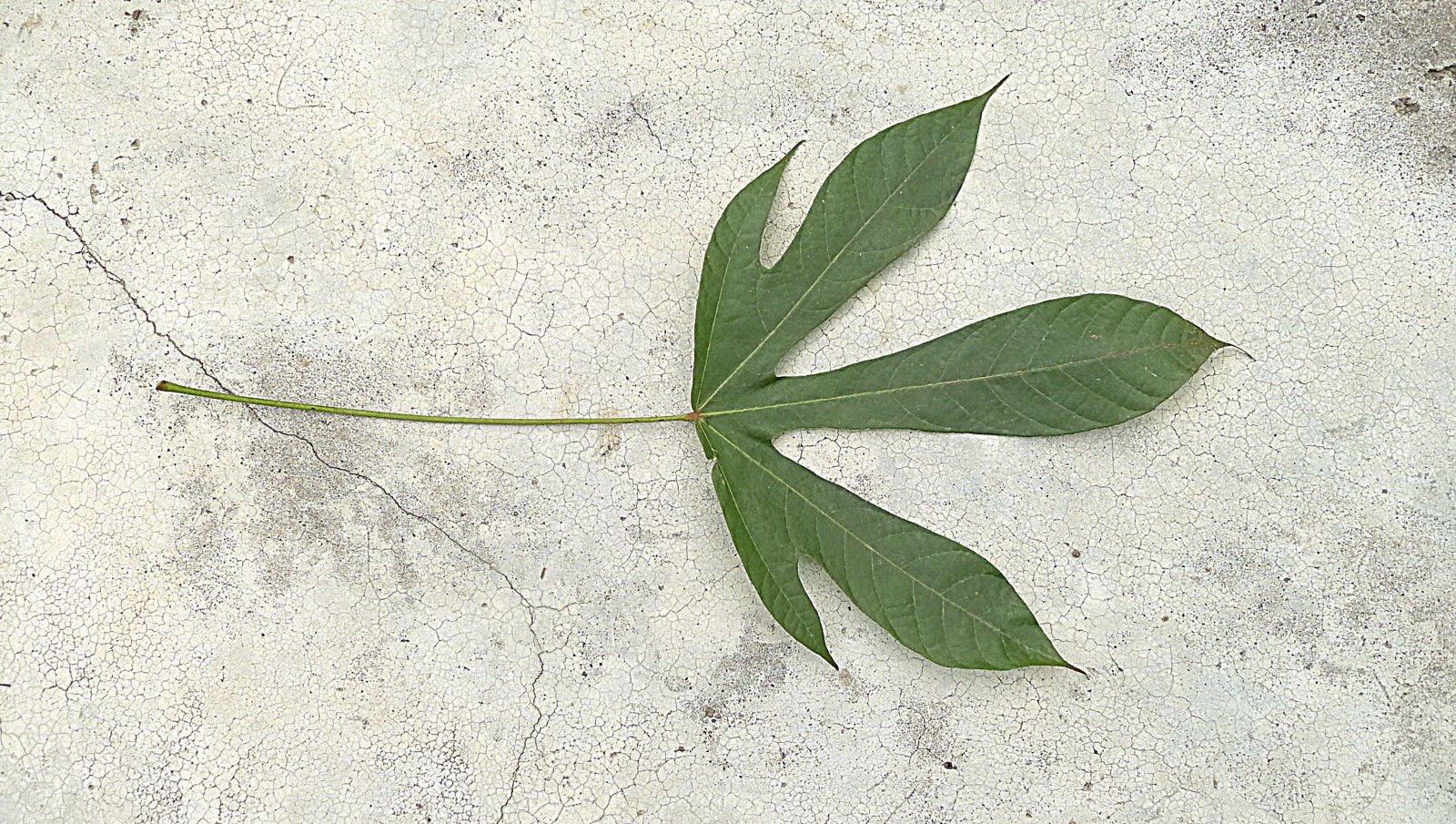